# Gabo, la creació de Gabriel García Márquez
Gabo, la creació de Gabriel García Márquez és un documental d'investigació dirigit per l'anglès Justin Webster estrenat el 2015, basat en el Premi Nobel de Literatura de 1982 i autor de l'obra Cent anys de solitud.

## Argument
Com va poder un nen d'un poble perdut de la costa colombiana guanyar-se el cor de milions de persones, des dels més pobres fins als líders polítics més poderosos, i com va aconseguir la nostra percepció de la realitat a través de les seves obres?
La resposta la trobem en la increïble història de Gabriel García Márquez, criat entre la pobresa i la violència al nord de Colòmbia i que es va convertir en un home motivat per l'amor a la vida i amb una sensibilitat màgica i sensual. Aquestes qualitats no només el van portar cap a una literatura que celebra la vida, sinó també a l'avantguarda de les lluites polítiques dels anys 70 i 80 a través de seu periodisme militant i la seva amistat amb líders polítics com Fidel Castro o Bill Clinton. Un film sobre el poder de la imaginació que segueix els fils entrecreuats de la vida i les obres de Gabriel García Márquez ("Gabo" per a tota Amèrica Llatina) amb la tensió narrativa d'una investigació.

## Repartiment
- Juan Gabriel Vásquez, escriptor Colombià
- Jaime García Márquez, germà de Gabo
- Aída García Márquez, germana de Gabo
- Gerald Martin, biógraf
- Plinio Apuleyo Mendoza, escriptor
- Tachia Quintana, actriu
- Jon Lee Anderson, periodista
- Enrique Santos, periodista
- María Jimena Duzán, periodista
- Xavi Ayén, periodista
- Carmen Balcells, agent literària
- María Elvira Samper, periodista
- César Gaviria Trujillo, ex-president de Colòmbia
- Bill Clinton, ex-president dels EUA

## Al voltant de la pel·lícula
El rodatge va començar uns mesos després de la mort de Gabriel García Márquez, el 17 d'abril de 2014, i va durar fins al principi de 2015. Es va rodar a Bogotà, a la costa del Carib de Colòmbia (Aracataca, Sucre, Cartagena d'Índies, Barranquilla); i a París, Londres, Barcelona i Nova York. Tots els participants van conèixer a García Márquez íntimament, menys Juan Gabriel Vásquez, escriptor d'una generació molt més jove, que busca la resposta a la pregunta fonamental de la pel·lícula.